# Central Nuclear Nine Mile Point

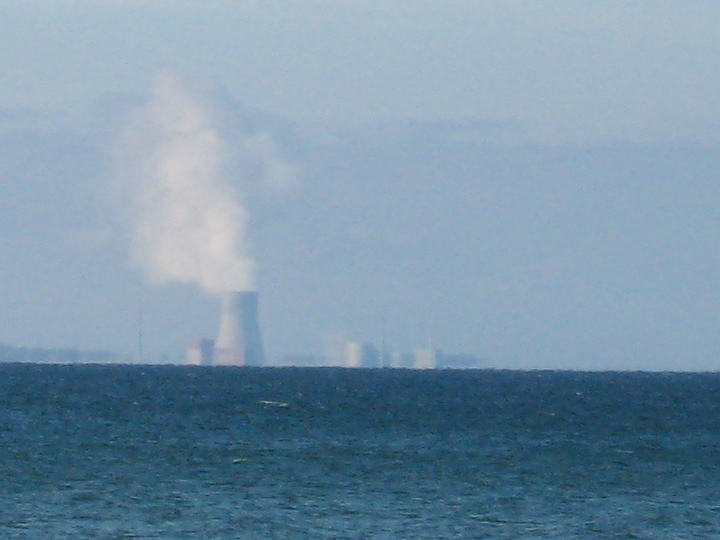
Foto de la Central Nuclear desde la lejanía

La Central Nuclear Nine Mile Point consta de dos reactores de agua en ebullición de General Electric ubicados cerca de Oswego, Nueva York. El emplazamiento de 3,6 km² también está ocupado por la Central Nuclear Fitzpatrick. Nine Mile Point 1 es una de los dos reactores más antiguos todavía en servicio en Estados Unidos.
El funcionamiento de Nine Mile Point está a cargo de Constellation Nuclear. La Unidad 1 es propiedad en su totalidad de Constellation Energy Group, que participa en la propiedad de la unidad 2 con la Long Island Power Authority (18% LIPA, 82% Constellation). 
Constellation tiene intención, de acuerdo con el Programa de Energía Nuclear 2010, de construir un nuevo reactor nuclear bien en este emplazamiento o bien en el de Calvert Cliffs.

## Emergencia en el área del emplazamiento
El 13 de agosto de 1991 se declaró en la planta una "emergencia del área del emplazamiento" (una clasificación que se encuentra solo a un nivel por debajo de la "emergencia general" que sucedió en Three Mile Island). De acuerdo con la revista Time, esta fue la tercera ocasión en que se declaraba una emergencia de este nivel en los Estados Unidos.
DE NRC INFORMATION NOTICE 91-64, SUPPLEMENT 1:
La instalación estaba funcionando a toda potencia cuando sucedió un fallo en la fase de toma a tierra se produjo en la fase B del transformador principal de la Unidad 2. El fallo produjo destrozos en el generador principal, turbina principal y en el reactor. El fallo también provocó una momentánea caída del voltaje al 50% de su valor nominal durante aproximadamente 200 milisegundos, después de lo cual el sistema de distribución eléctrica volvió a recuperar su calor nominal de voltaje.
Esta momentánea degradación del voltaje en la distribución provocó simultáneas caídas de la potencia de salida de cada uno de los 5 suministradores ininterrumpibles de No-Clase 1E. Las unidades UPS (Uninterrupible Power Service = Servicio de Energía Ininterrupible) de Exide disponen de unos acumuladores cargados continuamente para prevenir pérdidas de control de la energía. Los circuitos del control lógico de los UPS de Exide, procesan, generan, y envían señales y disponen de tales baterías constantemente cargadas. Sin embargo, en el incidente las baterías de respaldo estaban aparentemente caducadas de su vida útil y estaban descargadas por completo.
La pérdida de energía a partir de las unidades de UPS provocaron una pérdida de los pilotos de aviso de la sala de control, el sistema de pantallas de ordenador que muestran los parámetros de seguridad, la indicación de la posición de las barras de control, el ordenador de proceso de la planta, el ordenador de los límites de calor del núcleo, el sistema de control de suministro de agua, parte de la iluminación de la planta, la radio de la planta, parte de la instrumentación de los sistemas de equilibrio de la planta, y algunos registradores de instrumentos. Estas pérdidas de control en concurrencia con los acontecimientos en la planta derivados de los destrozos en el generador principal, la turbina principal y en el reactor, motivaron que el licenciatario de la instalación (Niagara Mohawk Corporation) declarara la emergencia del área de emplazamiento de acuerdo con su plan de emergencia. La pérdida de los indicadores de posición de las barras de control y otras pérdidas en la instalación forzaron a los operadores a implementar los procedimientos de emergencia. Afortunadamente, los operadores consiguieron apagar la planta de acuerdo con los procedimientos de emergencia. Después de 13 horas, el reactor alcanzó una situación de apagado y enfriamiento, y aproximadamente una hora más tarde el licenciatario dio por finalizada la situación de emergencia.